# Gabriel Lima
Gabriel Lima (ur. 19 sierpnia 1987 w São Paulo) – włoski futsalista brazylijskiego pochodzenia, zawodnik z pola, gracz Asti Calcio a 5 i reprezentacji Włoch. W 2014 roku z reprezentacją Włoch zdobył Mistrzostwo Europy i został wybrany MVP turnieju.